# ウェルズ恵子
ウェルズ 恵子（Wells けいこ、1958年 - ）は、日本のアメリカ文学・文化研究者、ヴァナキュラー文化研究者、立命館大学教授。

## 経歴
津田塾大学学芸学部英文学科卒、同大学院文学研究科博士課程前期課程修了、神戸大学大学院後期課程中退。1987年愛媛大学教養部専任講師、1992年立命館大学文学部助教授、2003年教授。2009年『黒人霊歌は生きている 歌詞で読むアメリカ』で立命館大学博士（学術）。2011年『狼女物語』ほかで日本比較生活文化学会・亀井俊介賞受賞。
専門は、アメリカ黒人文化、19世紀・20世紀アメリカ文化・文学、ヴァナキュラー文学（民話・民謡）、比較文化・文学、音楽文化、英語詩。研究テーマとしては、「声の文化」（ヴァナキュラー文学）の伝播・変容と移民の経験・記憶、「声の文化」に関するグローバル視野の体系的研究、音楽関連文化と歌詞の比較文化研究、フォークソング（民謡）やフォークテイル（おとぎ話・民話）の研究、古浄瑠璃や説教節など日本の語りの比較文化研究など。エズラ・パウンドを中心としたアメリカ現代詩の研究に取り組んできたが、近年ではアメリカ民謡（フォークソング、黒人霊歌など）や民話の研究へと枠を広げ、一次資料の発掘やフィールド調査をおこなっている。
また、2003年以降では、City University of New York Research Awards審査委員をはじめとし、在米の大学や財団法人などの賞やコンテストの審査委員、出版助成図書選定委員などを務め、2015年1月～2017年12月には、アメリカ研究百科事典（オンライン英語版）編集委員等を務めている。

## 著作

### 主要著書
- 『フォークソングのアメリカ ゆで玉子を産むニワトリ』南雲堂、2004
- 『黒人霊歌は生きている 歌詞で読むアメリカ』岩波書店、2008
- 『南北アメリカの日系文化』山本岩夫、赤木妙子と共編著 人文書院、2007
- 『人狼伝説 変身と人食いの迷信について』セイバイン・ベアリング＝グールド著/ 解説、および清水千香子と共訳 人文書院、2009
- Issei Buddhism in the Americas（『アメリカ大陸の日系一世仏教』）ダンカン・ウィリアムズ、守屋友江編　イリノイ大学出版会、2010
- 『狼女物語 美しくも妖しい短編傑作選』編・解説 、大貫昌子訳 工作舎、2011 ISBN 978-4-87502-436-1
- 『バラク・オバマのことばと文学――自伝が語る人種とアメリカ』里内克巳編　彩流社、2011
- 『アメリカ黒人霊歌　19世紀・20世紀初頭文献復刻集成』ウェルズ恵子和文解説・監修、ユーリカプレス、2012
- 『魂をゆさぶる歌に出会う　アメリカ黒人文化のルーツへ』岩波ジュニア新書、2014
- 『アメリカで歌を知る』祥伝社新書、2016 ISBN 978-4396114596

### 代表論文
- “Japanese Folksongs Created by Child Nursemaids”. Ritsumeikan Studies in Language and Culture, vol. 9 no.1, Kyoto, International Institute of Language and Culture Studies, Ritsumeikan University, 1997, pp. 251-288.
- “A Study of Shin Buddhist Song Lyrics Sung in the United States: Their History and Expressed Buddhist Images (1) 1898-1939”. Pacific and American Studies, Tokyo, Center for Pacific and American Studies, Graduate School of Arts & Sciences, University of Tokyo, 2002, vol.2, pp.75-99.
- “A Study of Shin Buddhist Song Lyrics Sung in the United States: Their History and Expressed Buddhist Images (2) 1939-2001”. Pacific and American Studies, Tokyo, Center for Pacific and American Studies, Graduate School of Arts & Sciences, University of Tokyo, 2003, vol.3, pp.41-64.
- “Variations and Interpretations of the Japanese Religious Folk Ballad, Sanshō-Dayu, or “Princess Anjyu and Prince Zushiō” (1): The Narrative Tradition Kept by Visually Impaired Minstrels” . Journal of Ethnography and Folklore, New Series, Romania, Editura Academiei Romane, 2015, pp. 5-23.
- 「イメージのあゆみ・エズラ パウンドの詩を追って」『英語青年』137巻7号, 研究社, 1991年, pp. 2-6.
- 「月になった小野小町:パウンドとフェノロサによる能の翻訳とパウンドの小町像」『文学』3巻2号, 岩波書店, 1992年, pp.132-141.
- 「フォースターの歌と望郷：『おお、スザンナ』のジョン万次郎訳を手がかりにして」『立命館文学 中原・児玉教授退職記念論文集』 568号, 立命館大学文学部, 2001年, pp.105-117.
- 「ハワイ島における民間仏教歌伝承：欠落をイメージに希求する女性たち」『アメリカ研究』 38号『アメリカ学会』2004年, pp.103-122.
- 「喪失の痛みを抱いて、ブルーズへ：ブラインド・ウィリー・ジョンソンとローバーと・ジョンソン」『立命館言語文化研究』19巻2号, 立命館大学国際言語文化研究所, 2007年, pp.191-211.
- 「恐怖の鎖を解くために：ジョンソンとオダムの黒人霊歌集」『文学』8巻1号, 岩波書店, 2007年, pp.236-249.
- 「幻のブラック・クレオールソング・プロジェクト：ハーン、クレイビール、ケイブル」『文学』10巻4号, 岩波書店, 2009年, pp.76-87.
- 「『ブルーズ君』の語ること ――初期カントリーブルーズの歌詞を読む――」『文学』11巻6号, 岩波書店, 2010年, pp.88-106.
- 「笑いと回復のための語り ― ゾラ・ニール・ハーストンの『騾馬と人間』を読む」『立命館言語文化研究』第23巻第1号, 2011年9月, pp.15-29.
- 「アメリカは歌う、陽気に、力強く――近代化の渦の中で」『Vintage Clothing: 古着屋さん』1037号, ワールドフォトプレス, 2014年, pp.16-33.

## 関連リンク
- ウェルズ恵子 - researchmap
- ウェルズ恵子 - J-GLOBAL
- ウェルズ恵子 - KAKEN 科学研究費助成事業データベース
- 立命館大学研究者学術情報データベース ウェルズ恵子